# Dụ ngôn Rượu mới bình cũ

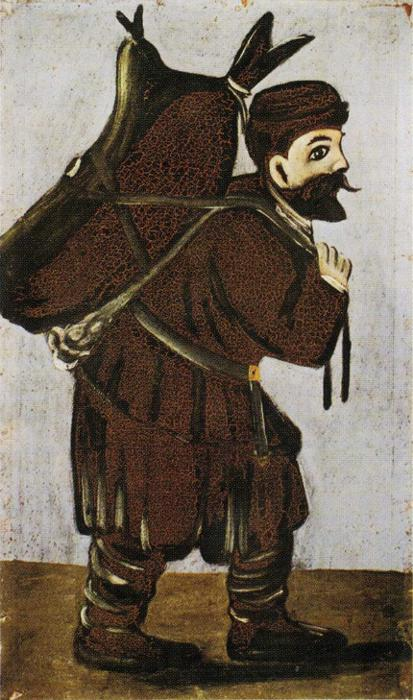
Phu khuân vác và Bầu rượu, tranh vẽ của Niko Pirosmani (trước năm 1919)

Rượu mới Bình cũ là một dụ ngôn của Chúa Giêsu được chép trong sách Tin Mừng theo thánh Mátthêu (Mátthêu 9:14–17), Tin Mừng theo thánh Máccô (Máccô 2:18–22) và Tin Mừng theo thánh Luca (Luca 5:33–39).
Trong ba sách Phúc Âm Nhất Lãm, dụ ngôn này được ký thuật ngay sau sự kiện Chúa Giêsu kêu gọi người thu thuế Mátthêu (Lêvi) trở thành môn đệ của ông, và lời giải thích của Chúa Giêsu về lý do các môn đệ không cần phải kiêng ăn (theo nghi thức Do Thái giáo) như các môn đồ của Gioan Baotixita vẫn làm (Máccô 2:18-20).

## Trích dẫn Kinh Thánh
Dụ ngôn Rượu mới Bình cũ được Chúa Giêsu kể sau khi ông kêu gọi người thu thuế Lêvi trở thành môn đệ của mình, tại một bàn tiệc do ông làm chủ tọa (Luca 5:29). Dụ ngôn này là lời đáp của Chúa Giêsu trước một câu hỏi về việc giữ chay:
| “              | Họ nói với Người: “Môn đệ ông Gio-an năng ăn chay cầu nguyện, môn đệ người Pha-ri-sêu cũng thế, còn môn đệ ông thì ăn với uống!” Đức Giê-su trả lời: “Chẳng lẽ các ông lại có thể bắt khách dự tiệc cưới ăn chay, khi chàng rể còn ở với họ? Sẽ có ngày chàng rể bị đem đi; ngày đó, họ mới ăn chay.” | ” |
| — Luca 5:33–35 | |   |

Chúa Giêsu tiếp tục phần trả lời bằng hai dụ ngôn ngắn sau. Trong số các sách Phúc Âm Nhất Lãm, Tin Mừng theo thánh Luca trình bày dụ ngôn này cách chi tiết nhất.
| “              | Đức Giê-su còn kể cho họ nghe dụ ngôn này: “Chẳng ai xé áo mới lấy vải vá áo cũ, vì như vậy, không những họ xé áo mới, mà miếng vải áo mới cũng không ăn với áo cũ. Không ai đổ rượu mới vào bầu da cũ, vì như vậy, rượu mới sẽ làm nứt bầu, sẽ chảy ra và bầu cũng hư. Nhưng rượu mới thì phải đổ vào bầu mới. Cũng không ai uống rượu cũ mà còn thèm rượu mới. Vì người ta nói: 'Rượu cũ ngon hơn.'" | ” |
| — Luca 5:36–39 | |   |

## Luận giải
Những ẩn dụ của Chúa Giêsu thường được xây dựng từ những chất liệu trong cuộc sống hằng ngày của nền văn hóa đương thời. Bầu rượu bằng da sẽ căng phồng nếu được dùng để đựng rượu mới, vì rượu mới vẫn tiếp tục lên men, cuối cùng bầu da sẽ bung rách. Tương tự, miếng vải mới sẽ co rút lại, nếu dùng vải mới để vá chiếc áo cũ, sẽ làm chằng rách áo cũ, và làm đường rách càng xấu hơn.
Nếu đọc cùng lúc với dụ ngôn Vải mới Áo cũ ("Không ai vá miếng nỉ mới vào cái áo cũ; nếu vậy thì miếng nỉ mới chằng rách áo cũ, mà đàng rách thành xấu thêm" – Phúc âm Máccô 2:21) có thể nhận thấy ngụ ý của Chúa Giêsu, ấy là giáo huấn của ngài không thích hợp trong khung đạo giáo của người Do Thái, cũng không tương thích với các cấu trúc tôn giáo thời ấy. Nhiều người, đặc biệt là các Kitô hữu, thường xem dụ ngôn này là lời tuyên cáo của Chúa Giêsu về sự khởi đầu của một tôn giáo mới tách rời khỏi Do Thái giáo. 